# Kpomé
Kpomé ist ein Arrondissement im Departement Atlantique in Benin. Es ist eine Verwaltungseinheit, die der Gerichtsbarkeit der Kommune Toffo untersteht.

## Demografie und Verwaltung
Gemäß der Volkszählung von 2013 hatte das Arrondissement 7044 Einwohner, davon waren 3423 männlich und 3621 weiblich.
Von den 76 Dörfern und Quartieren der Kommune Toffo entfallen fünf auf Kpomé: Adjido, Agladokpa, Azonmè, Domè und Ganmè.